# Giovanni Battista Bussi (1656-1726)
Giovanni Battista Bussi (Viterbo, 31 marzo 1656 – Roma, 23 dicembre 1726) è stato un cardinale e arcivescovo cattolico italiano.
Era pronipote del cardinale Filippo Filonardi.

## Biografia
Nacque a Viterbo (Stato della Chiesa), da una famiglia da cui sono usciti numerosi ecclesiastici. Studiò all'archiginnasio della Sapienza. Nel 1691 ottenne da papa Innocenzo XII un canonicato alla basilica di San Pietro in Vaticano e poi la gestione dell'arcispedale di Santo Spirito in Saxia nella città leonina.
Nel 1698 venne inviato nelle Fiandre, dove successe al cardinale Giulio Piazza, per contrastare la diffusione del giansenismo. In questo contesto, nel 1703, contribuì alla condanna per giansenismo, del vicario apostolico d'Olanda e arcivescovo titolare di Sebastea, Petrus Codde. Il 25 giugno 1706 fu eletto arcivescovo titolare di Tarso in partibus e promosso alla nunziatura della "Germania inferiore" a Colonia. Rimase in Germania fino alla sua elezione a vescovo di Ancona e Umana, conservando il titolo personale di arcivescovo, avvenuta il 19 febbraio 1710. Papa Clemente XI lo creò cardinale in pectore nel concistoro del 18 maggio 1712 e lo pubblicò nel concistoro del 26 settembre dello stesso anno; lo ascrisse anche a parecchie congregazioni (Congregazione per i Vescovi, Congregazione per il Clero, Congregazione dei Confini, Propaganda Fide, ecc.).
Morì all'età di 70 anni; la sua tomba è nella basilica di Santa Maria in Trastevere, a destra della cappella dedicata a santa Francesca Romana.

## Genealogia episcopale e successione apostolica
La genealogia episcopale è:
- Cardinale Guillaume d'Estouteville, O.S.B.Clun.
- Papa Sisto IV
- Papa Giulio II
- Cardinale Raffaele Sansone Riario
- Papa Leone X
- Papa Paolo III
- Cardinale Francesco Pisani
- Cardinale Alfonso Gesualdo di Conza
- Papa Clemente VIII
- Cardinale Pietro Aldobrandini
- Cardinale Laudivio Zacchia
- Cardinale Antonio Barberini, O.F.M.Cap.
- Cardinale Marcantonio Franciotti
- Papa Innocenzo XII
- Cardinale Leopold Karl von Kollonitsch
- Cardinale Christian August von Sachsen-Zeitz
- Cardinale Giovanni Battista Bussi

La successione apostolica è:
- Arcivescovo Adam Daemen (1707)
- Vescovo Pierre-Joseph de Franken-Sierstof (1711)
- Arcivescovo Alessandro Borgia (1716)
- Vescovo Giovan Battista Renzoli (1721)
- Vescovo Francesco Maria Tansj (1721)
- Vescovo Giovanni Francesco Bisleti (1721)
- Vescovo Giovanni Francesco Leonini (1721)
- Vescovo Onofrio Pini (1721)